# 1548 год в науке
В 1548 году произошли различные научные и технологические события, некоторые из которых представлены ниже.

## События
- 10 августа — Математический поединок в Милане между Никколо Тарталья и Лодовико Феррари, учеником Джероламо Кардано, с последним Тарталья имел приоритетный спор. Стороны соревновались в решении уравнений третьей степени. Поединок Тарталья проиграл, и его авторитет сильно пострадал[1].
- Джон Ди начал обучение в Лёвенском католическом университете, где сотрудничал с Геммой Фризиусом и Герардом Меркатором..

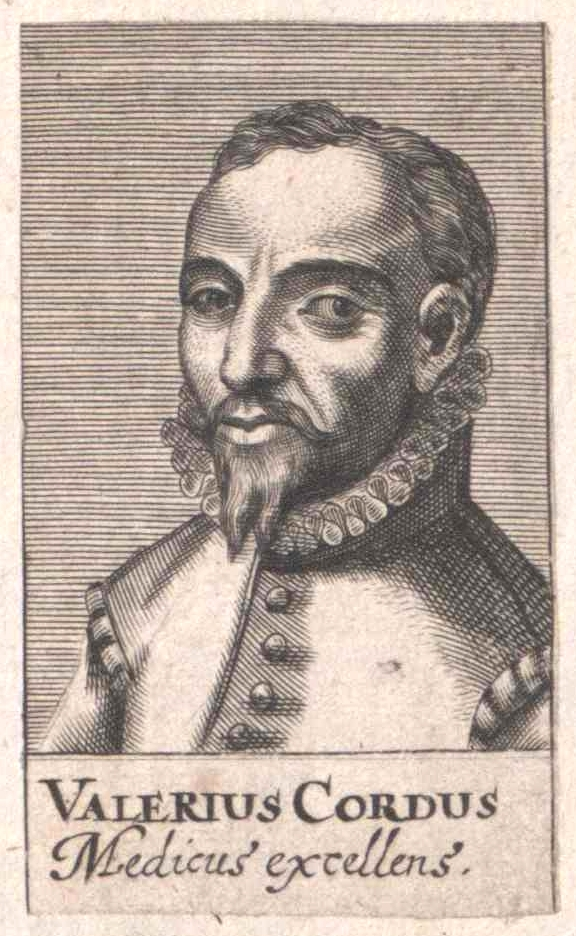
Валерий Корд

## Публикации
- Георгий Агрикола — «De animantibus subterraneis».
- Ремберт Додунс — «Cosmographica in astronomiam et geographiam isagoge».
- Жак Дюбуа — «De Medicamentorum Simplicum delectu, praeparationibus, mistionis modo, libri tres».
- Валерий Корд — «Pharmacorum conficiendorum ratio» (посмертно).
- Уильям Тёрнер — «The names of herbes in Greke, Latin, Englishe Duche and Frenche wyth the commune names that Herbaries and Apotecaries use».
- Гемма Фризиус — «De Orbis divisione et insulis rebusque nuper inventis».

## Родились
См. также: Категория:Родившиеся в 1548 году
- 15 апреля — Пьетро Антонио Катальди, итальянский математик, который ввёл строгое понятие о непрерывных дробях (умер в 1626 году).
- Январь — Джордано Бруно, итальянский философ-пантеист, поэт, оккультист] (казнён в 1600 году).
- (год рожд., возможно, 1549) — Симон Стевин, фламандский математик и инженер (умер в 1620 году).

## Скончались
См. также: Категория:Умершие в 1548 году
- Педро Сируэло, испанский математик и теолог (род. в 1470 году).